# Brook Staples
Brook Staples (nascido em 23 de junho de 1966) é um cavaleiro australiano. Ele ficou em 18º lugar no CCE individual nos Jogos Olímpicos de Verão de 2000. Na Inglaterra, venceu o EHOA Martin Collins British Novice Championship e o Dodson & Horrell Novice Championship de 2008. Em 2003, ele ajudou a roubar um cavalo que havia montado, o Master Monarch, de Andrew Hoy.